# Имперская палата музыки
Имперская палата музыки (нем. Reichsmusikkammer) — структурное подразделение Имперской палаты культуры в нацистской Германии. Она занималась пропагандой «хорошей немецкой музыки», написанной арийцами и соответствующей нацистским идеалам, в то же время подавляя другую, «дегенеративную» музыку, к которой причисляли атональную музыку, джаз и музыку еврейских композиторов. Палата была основана в 1933 году Йозефом Геббельсом и функционировала до падения нацистской Германии в 1945 году.

## Функции

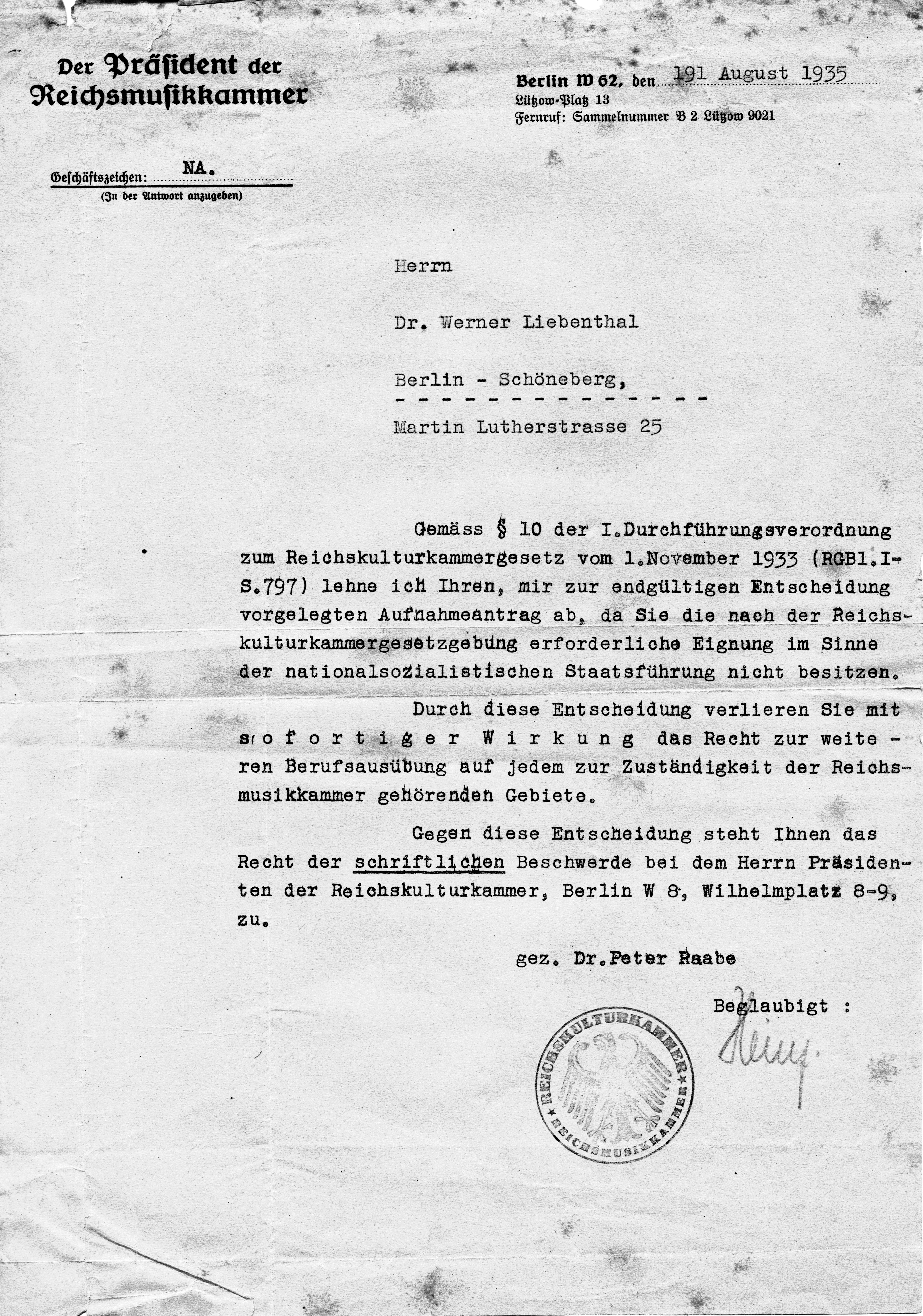
Приказ Имперской палаты музыки 1935 года, адресованный берлинскому музыканту Вернеру Либенталю, о немедленном прекращении его профессиональной деятельности.

Одной из главных целей Имперской палаты музыки состояла в том, чтобы через восхваление и пропаганду «хорошей немецкой музыки», в частности, Бетховена, Вагнера, Баха, Моцарта, Гайдна, Брамса, Брукнера и им подобных, утвердить мировое превосходство Германии в культурном отношении. Эти композиторы и их музыка идеологически переосмыслялись, в ней видели восхваление немецких добродетелей и культурной самобытности.
Музыка и композиторы, которые не подпадали под определение «хорошей немецкой музыки», предавались осуждению, а затем запрещались. Имперская палата музыки запрещала исполнение произведений различных великих композиторов прошлого, в том числе композиторов-евреев по происхождению: Малера, Мендельсона и Шёнберга, а также Дебюсси, который был женат на еврейке. Музыка композиторов-диссидентов, таких как Альбан Берг, также попадала под запрет. А композиторы, чья музыка когда-либо считалась сексуально вызывающей или дикой, такие как Хиндемит, Стравинский и им подобные, были заклеймены как «дегенераты» и также запрещены.
Джаз и свинг считались дегенеративными и были запрещены. Джаз именовался «негритянской музыкой» (нем. Negermusik), а свинг ассоциировался с различными еврейскими дирижёрами и композиторами, такими как Арти Шоу и Бенни Гудмен. Также были запрещены еврейские композиторы из «Tin Pan Alley», такие как Ирвинг Берлин и Джордж Гершвин.
Имперская палата музыки также выполняла функцию гильдии музыкантов, в которую композиторы, исполнители, дирижёры, учителя и производители инструментов были обязаны вступить, чтобы продолжить или начать карьеру в музыке. В членстве могло быть отказано по признаку расы или по политической причине. Десятки композиторов, авторов песен и музыкантов были разорены или отправлены в изгнание, потому что по той или иной причине (часто политической или расовой) они не придерживались или не соответствовали стандартам Имперской палаты музыки. Например, карьера популярного композитора, писавшего в жанре оперетты, Леона Есселя была погублена Имперской палатой музыки, когда сначала поощряла бойкот его музыки, а затем и вовсе запретила её.

## Руководство
Хотя Йозеф Геббельс и другие высокопоставленные нацисты из Имперской палаты культуры в целом контролировали деятельность Имперской палаты музыки, всё же были назначены номинальные президент и вице-президент. Первоначально это было сделано для связей с общественностью и престижа самой организации.
Президент
Благодаря международной известности Рихард Штраус в ноябре 1933 года был назначен президентом Имперской палаты музыки, несмотря на то, что он в частной жизни он нередко критиковал нацистский режим. Мотивы, побудившие Штрауса занять этот пост, преимущественно состояли в том, чтобы защитить свою еврейскую невестку и еврейских внуков, а также сохранить музыку запрещённых композиторов, таких как Малер, Дебюсси и Мендельсон. Он был уволен с этого поста в июне 1935 года, когда Гестапо перехватило письмо его еврейскому либреттисту Стефану Цвейгу, критиковавшее нацистское расовое разделение.
Его место занял дирижёр и музыковед Петер Раабе. На протяжении большей части своего пребывания на этом посту он не был единственным главой ведомства, отвечавшим за музыкальную культуру в рейхе: в 1936 году Геббельс назначил Хайнца Дрюса, тогдашнего генерального музыкального директора Альтенбурга, главой Департамента музыки в Министерстве пропаганды, что скомпрометировало функционал Раабе. Последний пытался уйти в отставку в 1938 году, но она не была принята, и Раабе занимал должность до падения нацистской Германии в 1945 году.
Вице-президент
Известный дирижёр Вильгельм Фуртвенглер был назначен вице-президентом Имперской палаты музыки в 1933 году. Однако он отказался придерживаться запрета на исполнение оперы Хиндемита «Художник Матис» и ушёл в отставку в 1934 году, осудив антисемитизм.
На этой должности его сменил композитор Пауль Гренер, который ушёл в отставку в 1941 году.